# 3368 Duncombe
A 3368 Duncombe (ideiglenes jelöléssel 1985 QT) egy kisbolygó a Naprendszerben. Edward L. G. Bowell fedezte fel 1985. augusztus 22-én.